# Relacions entre la Santa Seu i el Kurdistan del Sud
Les relacions entre la Santa Seu i el Kurdistan del Sud són relacions bilaterals entre la Santa Seu i el Kurdistan del Sud. La Santa Seu no té representació al Kurdistan del Sud i aquesta no té representació en la Santa Seu.

## Visites d'alt nivell
El president kurd Masud Barzani s'ha reunit amb el Papa Joan Pau II i els seus dos successors, el Papa Benet XVI i el Papa Francesc, en visites oficials a la Ciutat del Vaticà al novembre de 2005, febrer de 2011 i maig de 2014. El primer ministre kurd, Nechirvan Barzani, també es va reunir amb el Papa Francesc al març de 2015, per a parlar de la crisi humanitària al Kurdistan del Sud i Barzani va subratllar la seva esperança d'un estímul papal perquè la societat internacional fes costat humanitàriament al Kurdistan del Sud. En la reunió, el Papa Francesc va elogiar l'ambient al Kurdistan. Poc després, el Papa va fer una donació no especificada per al Kurdistan del Sud per a fer front a la població cristiana desplaçada.
En el mateix mes, l'enviat personal del Papa va ser enviat a Erbil, incloent al cardenal Fernando Filoni i una delegació de la Congregació per a l'Evangelització dels Pobles. Era la segona visita de l'enviat a Erbil, després que es produís una visita similar a l'agost de 2014. En 2016, el Papa va donar 110.000 dòlars a la Clínica St. Joseph de Erbil, que acull a milers de desplaçats interns, i va enviar una donació econòmica als cristians iraquians desplaçats a Erbil a través d'Ajuda a l'Església Necessitada.
Al març de 2016, una delegació papal encapçalada per l'arquebisbe Alberto Ortega Martín i es va reunir amb el president Barzani, expressant l'agraïment de la Santa Seu pel tracte del Kurdistan del Sud als cristians desplaçats. Al gener de 2018, Nechirvan Barzani es va reunir amb el Papa Francesc a Roma, on van abordar la situació humanitària actual al Kurdistan del Sud, mentre que el cardenal secretari d'Estat Pietro Parolin va visitar el Kurdistan al desembre d'aquest any. Al febrer de 2020, el Papa Francesc va rebre al president kurd Masrour Barzani al Vaticà per a mantenir converses bilaterals.
El Papa Francesc va visitar al Kurdistan del Sud a principis març de 2021.